# 9523 Torino
9523 Torino eller 1981 EE1 är en asteroid i huvudbältet som upptäcktes den 5 mars 1981 av den belgiske astronomen Henri Debehogne och den italienske astronomen Giovanni de Sanctis vid La Silla-observatoriet. Den är uppkallad efter den italienska staden Turin.
Den tillhör asteroidgruppen Nysa.